# Cricetulus barabensis
Cricetulus barabensis är en däggdjursart som först beskrevs av Peter Simon Pallas 1773.  Cricetulus barabensis ingår i släktet råtthamstrar och familjen hamsterartade gnagare. IUCN kategoriserar arten globalt som livskraftig.
Inga underarter finns listade i Catalogue of Life. Kinesisk dvärghamster som är vanlig som sällskaps- och försöksdjur betraktas av Smith et al. som underart till Cricetulus barabensis. En annan population som lever kring Bajkalsjön listas av andra zoologer som självständig art, Cricetulus pseudogriseus, men denna taxonomi är omstridd.
Arten blir 72 till 116 mm lång (huvud och bål), har en 15 till 26 mm lång svans och väger 20 till 35 g. Den har 13 till 19 mm långa bakfötter och 14 till 17 mm långa öron. Cricetulus barabensis kännetecknas av en svart längsgående linje på ryggens mitt samt av helt svarta öron eller svarta öron med vita kanter. Andra delar av ovansidan är täckta av ljus gråbrun päls. På undersidan förekommer ännu ljusare grå päls med vita hårspetsar. Arten skiljer sig genom avvikande detaljer av skallens och tändernas konstruktion från andra råtthamstrar.
Denna råtthamster förekommer i södra och sydöstra Sibirien, i Mongoliet, norra Kina och i angränsande områden på norra Koreahalvön. Habitatet utgörs av stäpper och halvöknar. Arten uppsöker även jordbruksmark och människans byggnader.
Individerna gräver underjordiska bon med de djupaste delarna cirka 50 cm under markytan. Vanligen bor en flock med 4 till 5 medlemmar i samma bo. Boet har olika rum där individerna vilar samt förråd. Cricetulus barabensis äter främst frön. Den håller vinterdvala och vaknar i februari eller mars. Sedan sker årets första parning. Honor kan ha upp till fem kullar per år med upp till tio ungar per kull (oftast 6 eller 7).
Arten är främst aktiv under nattens första timmar.